# 安韦尔
安韦尔（法語：Unverre，法語發音：[œ̃vɛʁ]）是法国厄尔-卢瓦省的一个市镇，属于沙托丹区。

## 地理
安韦尔（48°11'58"N, 1°5'36"E）面积62.33 平方千米，位于法国中央-卢瓦尔河谷大区厄尔-卢瓦省，该省份为法国北部内陆省份，北起顺时针与厄尔省、伊夫林省、埃松省、卢瓦雷省、卢瓦-谢尔省、萨尔特省和奧恩省接壤。
与安韦尔接壤的市镇（或旧市镇、城区）包括：吕尼、穆拉尔、沙博尼耶尔、莱索泰勒-维勒维永、沙佩勒鲁瓦亚勒、耶夫尔、布鲁、当皮埃尔苏布鲁、弗拉泽、瓦尔迪耶尔。
安韦尔的时区为UTC+01:00、UTC+02:00（夏令时）。

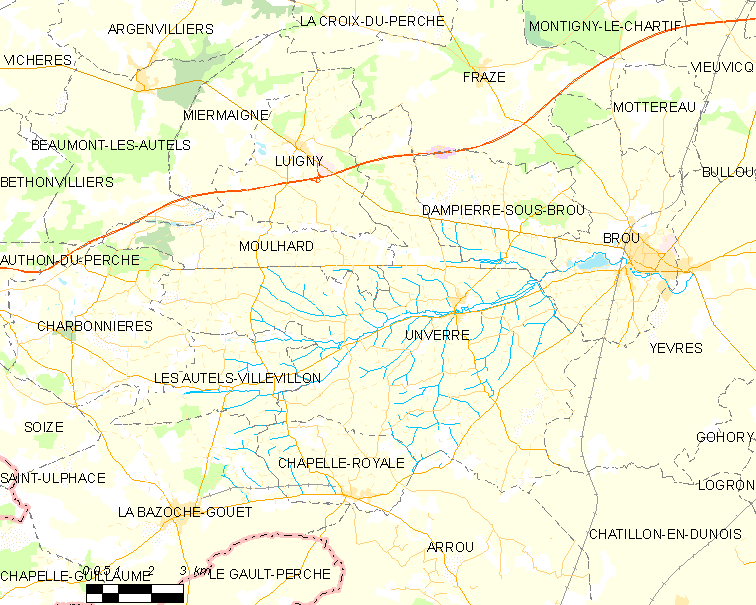
安韦尔的OSM定位图

## 行政
安韦尔的邮政编码为28160，INSEE市镇编码为28398。

## 政治
安韦尔所属的省级选区为布鲁县 (法国)。

## 人口

1962-2008年间安韦尔人口变化图示

安韦尔于2022年1月1日时的人口数量为1212人。